# Paul Desfarges
Pour les articles homonymes, voir Desfarges.
Paul Desfarges, né le 7 mai 1944 à Saint-Étienne dans la Loire, est un prélat catholique franco-algérien, et membre de la Compagnie de Jésus. Élevé à la dignité épiscopale, il est entre 2009 et 2016 évêque de Constantine et Hippone en Algérie, puis archevêque d’Alger de 2016 à 1021, il est depuis décembre 2021 archevêque émérite d'Alger.

## Biographie
Paul Desfarges arrive en Algérie en 1965 pour effectuer son service militaire. Il enseigne à titre civil dans l'école des Pères Blancs de Ghardaïa, au sud de l'Algérie.
Revenant en France, il décide de devenir jésuite et rejoint le noviciat de la Compagnie de Jésus le 14 octobre 1967. Après ses vœux comme religieux et des études de théologie, il est ordonné prêtre le 14 juin 1975. Il fait profession solennelle le 30 avril 1981 dans la Compagnie de Jésus.
Paul Desfarges passe près de trente ans à Constantine, où, entre autres, il enseigne la psychologie à l'université de 1976 à 2006. En 1982, il obtient la nationalité algérienne.
À partir de 2006, il dirige le Centre spirituel de Ben Smen à Alger, tout en étant supérieur de la communauté jésuite d'Alger.
Benoît XVI le nomme évêque de Constantine et Hippone le 21 novembre 2008. Il succède à Gabriel Piroird qui se retire pour raison d'âge. Il est consacré le 12 février 2009, son installation comme évêque de Constantine a lieu le 20 février.
Le 23 mai 2015, après la nomination de Ghaleb Bader comme nonce apostolique au Pakistan (en), Paul Desfarges devient administrateur apostolique de l'archidiocèse d'Alger. Il est nommé archevêque métropolitain d'Alger le 24 décembre 2016 par le pape François. Il prend possession de son siège le 10 février 2017.